# Filegolven
Filegolven (werkwoord) is de voornamelijk in het Nederlands sprekend deel van België gebruikte uitdrukking om aan te geven dat op de (snel)weg zich langzaam rijdend en stilstaand verkeer (een file) bevindt waarin men dan weer langzaam rijdt en dan weer stilstaat. De uitdrukking wordt dagelijks gebruikt, voornamelijk op de radio voor of na het nieuws, om automobilisten te waarschuwen voor de file, met een vermelding waar deze zich bevindt. De VRT-verkeersredactie heeft besloten het woord te introduceren ter vervanging van het woord 'accordeonfile', in Nederland ook wel 'harmonicafile' genoemd.
Een (stuk) (accordeon)file waarin men stilstaat of langzaam rijdt heet een filegolf.